# Pauline Ferrand-Prévot
  Pauline Ferrand-Prévot    (Reims, 10 de febrer de 1992) és una ciclista francesa, professional des del 2012 i actualment corredora de l'equip Team Visma-Lease a Bike. Especialista tant en ruta, com en ciclocròs i ciclisme de muntanya. Des de l'any 2009, participa a la UCI Mountain Bike World Cup.
En ruta, es proclamà campiona del món als mundials de Ponferrada.
En ciclocròs aconseguí també el campionat del món el 2015, i en BTT també ha guanyat la medalla d'or als mundials de l'especialitat.
En els Jocs Olímpics de 2024 aconsegueix la medalla d'or en ciclisme de muntanya i aconsegueix ser campiona del món en ciclisme de carretera, ciclocròs, de muntanya, gravel i medalla d'or olímpica.
El 2025 guanya la París-Roubaix i el Tour de França.

## Palmarès en ruta
- 2009
  -  Campiona d'Europa júnior en Contrarellotge
  -  Campiona de França júnior en Ruta
  -  Campiona de França júnior en Contrarellotge
  - 1a a la Crono de les Nacions júnior
- 2010
  -  Campiona del món júnior en ruta
  -  Campiona de França júnior en Ruta
  -  Campiona de França júnior en Contrarellotge
  - 1a a la Copa de França júnior
  - 1a al Gran Premi de la Ville de Pujols
  - Vencedora d'una etapa del Circuit de Borsele júnior
- 2011
  - 1a al Premi Nogent i vencedora d'una etapa
- 2012
  -  Campiona de França en contrarellotge
  -  Campiona de França sub-23 en Contrarellotge
- 2013
  -  Campiona de França en contrarellotge
  -  Campiona de França sub-23 en Contrarellotge
- 2014
  -  Campiona del món en ruta
  -  Campiona de França en ruta
  -  Campiona de França en contrarellotge
  -  Campiona de França sub-23 en Ruta
  -  Campiona de França sub-23 en Contrarellotge
  - 1a a la Fletxa Valona
  - 1a a l'Emakumeen Euskal Bira i vencedora de 2 etapes
- 2015
  -  Campiona de França en ruta
  - Vencedora d'una etapa al Giro d'Itàlia
- 2025
  - 1a a la Paris-Roubaix Femmes
  -  1a al Tour de França i vencedora de dues etapes

### Resultats a les Grans Voltes

#### Giro d'Itàlia
- 2013: 28a posició
- 2014: 2a posició
- 2015: 6a posició i vencedora de la 5a etapa

#### Tour de França
- 2025:  1a posició i vencedora de la 8a i 9a etapes

#### Volta a Espanya
- 2025: No surt a la 5a etapa

## Palmarès en ciclisme de muntanya
- 2009
  -  Campiona del món júnior en Camp a través
  -  Campiona d'Europa júnior en Camp a través
- 2010
  -  Campiona del món júnior en Camp a través
- 2012
  -  Campiona de França sub-23 en Camp a través
- 2013
  -  Campiona de França sub-23 en Camp a través
- 2014
  -  Campiona del món en Camp a través per relleus (amb Jordan Sarrou, Hugo Pigeon i Maxime Marotte)
  -  Campiona d'Europa sub-23 en Camp a través
  -  Campiona de França en Camp a través
  -  Campiona de França sub-23 en Camp a través
- 2015
  -  Campiona del món en Camp a través
  -  Campiona del món en Camp a través per relleus (amb Jordan Sarrou, Victor Koretzky i Antoine Philipp)
  -  Campiona de França en Camp a través
- 2016
  -  Campiona del món en Camp a través per relleus (amb Jordan Sarrou, Victor Koretzky i Benjamin Le Ny)
  -  Campiona de França en Camp a través
- 2017
  -  Campiona de França en Camp a través
- 2019
  -  Campiona del món en Camp a través
  -  Campiona del món en Camp a través-marató
- 2020
  -  Campiona del món en Camp a través
- 2022
  -  Campiona del món en Camp a través
  -  Campiona del món en Camp a través-marató
  -  Campiona del món en Camp a través en pista curta
- 2023
  -  Campiona del món en Camp a través
  -  Campiona del món en Camp a través en pista curta
- 2024
  -  Medalla d'Or en cilcisme en camp a través

## Palmarès en ciclocròs
- 2013-2014
  -  Campiona de França en ciclocròs
- 2014-2015
  -  Campiona del món en ciclocròs
  -  Campiona de França en ciclocròs

## Palmarès en gravel
- 2022
  -  Campiona del món en gravel